# Tethered Aerostat Radar System
Tethered Aerostat Radar System (TARS) er et amerikansk radarovervågningssystem baseret på aerostater (luftballoner) som radarplatforme. Lignende systemer er EL/M-2083 eller JLENS.

## Systemet
Aerostaterne er store balloner fyldt med helium og kan operere til en højde på 7.600 meter (15.000 fod). Ballonen er fastgjort med et kabel. Ballonerne har en lasteevne på 1000 kg og kan bære et radarsystem designet til at overvåge hav- og jordoverfladen. Aerostaterne består af fire dele: skroget/finnerne, radarsystemet, generator og kabelfæstningen.
Skroget på en TARS-aerostat består af to kamre adskilt af et gastæt stof. Det øvre kammer er fyldt med helium og giver platformens opdrift. Det nedre kammer er tryksat og er fyldt med atmosfærisk luft. Skroget er bygget af et letvægts polyurethane-belagt Tedlar-stof. Platformens generator bliver forsynet med brændstof fra en 378 liter dieseltank.
I slutningen af 1990'erne, blev luftballonerne udskiftet til en nyere model benævnt Lockheed Martin 420K. Radarsystemet blev i samme omgang opdateret til Lockheed Martin L-88. L-88 er en overvågningsradar med en rækkevidde på 370 km (200 sømil). 420K-systemet er optimeret til aerodynamisk stabilitet og nem styring fra jorden. Selvom Lockheed Martin er hovedentreprenøren på projektet er selve ballonerne bygget af ILC Dover. 
I 2004 var alle TARS-systemerne placeret på 420K-balloner bortset fra systemet der var placeret på Cudjoe Key som består af to mindre, men lignende Lockheed Martin 275K balloner. Den ene er udstyret med en L-88(V)3-radar, en letvægtsmodel af L-88, mens den anden bruges til at sende Radio y Televisión Martí TV-signalet til Cuba.

## Historie
De første aerostater blev tildelt United States Air Force (USAF) i december 1980 ved Cudjoe Key i Florida. I 1980'erne, benyttede U.S. Customs Service en række aerostater til at støtte indsatsen mod illegal narkosmugling. Deres første placering var ved High Rock på Grand Bahamas Island i 1984. Den anden placering blev Fort Huachuca i Arizona i 1986. Før 1992 var der tre forskellige brugere af TARS-netværket: Luftvåbnet, U.S. Customs Service og U.S. Coast Guard. Kongressen overførte i 1992 styringen af netværket til Forsvarsministeriet hvor det blev underlagt luftvåbnet. Under US Air Forces administration lykkedes det at bringe de løbende omkostninger pr system ned fra 6 mio amerikanske dollar i 1992 til 3,5 mio i 2007. I 2011 blev USAF pålagt at spare et større beløb og ønskede derfor at nedlægge TARS-projektet i den forbindelse. U.S. Customs and Border Protection (CBP) og dermed United States Department of Homeland Security overtog ansvaret for Tethered Aerostat Radar System-projektet og dets finansiering fra 2014.

## Brug
Aerostaten letter fra en stor cirkulær landingsplads hvor den er ankret på midten eller fra et mobilt system. Ankersystemet består af et stort spil med 7.600 meter ankerkabel. Systemet er kun afhængig af vejret og vedligehold og er i stand til at operere i stabile vindforhold på op til 65 knob (120 km/t). Historisk set har systemet haft en rådighedsprocent på mere end 98.
Af sikkerhedshensyn er luftrummet i en omkreds på 4-5 kilometer og op til 4,6 kilometer (15.000 fod) omkring disse ballonbaser lukket for civil luftfart. 

## Opgave
Aerostaternes primære opgave er et give beslutningstagerne et varsel om lavtgående fly langs USA's sydvestlige grænse mod Mexico, Floridastrædet og det Caribiske Hav, det er en del af USAs forsøg på at dæmme op for narkotikasmugling. En sekundær opgave er at give det amerikanske militær bedre radardækning i lav højde i samme område. Systemets radarbillede er tilgængeligt for både NORAD og CBP.

## Tekniske og operative data
- Primær opgave: luftovervågning af de lavere luftrum
- Volumen: 12.000 kubikmeter
- Ankerkæde: 7.600 meter
- Nyttelast: 1,200-2,200 pounds
- Maksimal radarrækning: 200 sømil (400 km)

| Placering              | Koordinater                                                                                     |
| Cudjoe Key, Florida    | 24°41′46″N 81°30′16″V / 24.696119°N 81.504511°V 24°42′03″N 81°30′22″V / 24.700948°N 81.506097°V |
| Deming, New Mexico     | 32°01′36″N 107°51′51″V / 32.026574°N 107.864159°V                                               |
| Eagle Pass, Texas      | 28°23′07″N 100°17′09″V / 28.38536°N 100.285963°V                                                |
| Fort Huachuca, Arizona | 31°29′09″N 110°17′44″V / 31.485808°N 110.295546°V                                               |
| Lajas, Puerto Rico     | 17°58′41″N 67°04′47″V / 17.978111°N 67.079676°V                                                 |
| Marfa, Texas           | 30°26′04″N 104°19′14″V / 30.434399°N 104.320641°V                                               |
| Matagorda, Texas       | 28°42′38″N 95°57′28″V / 28.710482°N 95.957682°V                                                 |
| Morgan City, Louisiana | 29°48′38″N 91°39′47″V / 29.810666°N 91.662996°V                                                 |
| Rio Grande City, Texas | 26°34′20″N 98°49′02″V / 26.572331°N 98.817129°V                                                 |
| Yuma, Arizona          | 33°00′57″N 114°14′36″V / 33.015886°N 114.24331°V                                                |